# Sebastian Pańczyk
Sebastian Pańczyk (ur. 1975) – polski reżyser teledysków, ilustrator, projektant i rzeźbiarz. 
W 2000 ukończył studia na wydziale rzeźby wrocławskiej Akademii Sztuk Pięknych. Pracował w agencji reklamowej w Warszawie jako dyrektor artystyczny. Jednocześnie wyreżyserował serię filmów animowanych Kórt i Albin emitowaną później w MTV Polska i wyprodukowany przez Canal+ Niezły kanał, za który zdobył nagrody na festiwalach PromaxBDA i ADC*E oraz został wyróżniony na Festiwalu Animago. Jeden z odcinków został wyświetlony w ramach prestiżowego Międzynarodowego Festiwalu Filmów Animowanych w Annecy. 
W 2005 zaczął reżyserować wideoklipy i reklamy. Jego dokonania obejmowały reżyserię reklam dla takich marek jak ING, Biedronka, Canal+, Carrefour, IKEA, McDonald’s, M&M's, Orange, Tesco, Tiger, PZU, Żubr, Netia, T-Mobile i Heyah. Stworzył m.in. rodzinę ekspertów Tesco, postaci Reni, Oczu i Pieszczocha z kampanii Orange, a także pluszowego misia dla marki Plush. Był twórcą teledysków do utworów duetu Fisz Emade - „Kryminalny bluez” (2005; nominacja do nagrody na 14. Festiwalu Polskich Wideoklipów Yach Film w kategorii animacja i inna energia) i „Kręcioł” (2006). Jego wideoklip do piosenki „Zbiera mi się” (2006) zespołu Voo Voo otrzymał Grand Prix, a także Bursztynowego Yacha na Festiwalu Yach Film, nagrodę 6. Festiwalu Animacji Okołomuzycznych i Wideoklipów Krajów Skandynawskich i Nadbałtyckich Bursztynowe Oko („Amber Eye”). Został uhonorowany nagrodą Fryderyka 2017 w kategorii teledysk roku za „Pastempomat” (2016) Dawida Podsiadły. W 2022 reżyserowany przez niego film muzyczny „Vivaldi: Stabat Mater” został nagrodzony statuetką Opus Klassik w kategorii audiowizualna produkcja muzyczna. 
W 2014 został nominowany do tytułu Człowieka Reklamy przez magazyn „Brief”. W 2010 związał się z Platige Image. Współzałożyciel kreatywnego studia produkcyjnego Dobro.
Ma córki Polę i Idę.